# Niedergösgen
Niedergösgen (toponimo tedesco) è un comune svizzero di 3 758 abitanti del Canton Soletta, nel distretto di Gösgen del quale è capoluogo.